# Pier Gonella
Pier Gonella, italijanski glasbenik, * 26. marec 1977.
Svojo glasbeno pot je začel pri power metal skupini Labyrinth, ki pa jo je leta 2007 zapustil in se pridružil skupini Necrodeath.
Pier Gonella je kitarist in tekstopisec italijanske heavy metal skupine Mastercastle, ki jo je leta 2008 ustanovil skupaj s pevko Giorgia Gueglio.

## Diskografija
| Studijski albumi | Studijski albumi | Studijski albumi    | Studijski albumi                    |
| ---------------- | ---------------- | ------------------- | ----------------------------------- |
| glasbena skupina | leto             | naslov              | založba                             |
| Athlantis        | 2001             | Athlantis           | Underground Symphony                |
| Wild Steel       | 2003             | Wild Steel          | Underground Symphony                |
| Odyssea          | 2005             | Tears in floods     | Scarlet Records - King Records      |
| Labyrinth        | 2006             | Freeman             | Arise Records - King Records - V2   |
| Labyrinth        | 2006             | 6 days to nowhere   | Scarlet Records - King Records - V2 |
| Labyrinth        | 2010             | As time goes by     | Scarlet Records - King Records - V2 |
| Necrodeath       | 2007             | Draculea            | Scarlet Records                     |
| Necrodeath       | 2009             | Phylogenesis        | Scarlet Records                     |
| Mastercastle     | 2009             | The Phoenix         | Lion Music - Spiritual Beast        |
| Necrodeath       | 2010             | Old Skull           | Scarlet Records                     |
| Necrodeath       | 2009             | The Age of fear     | Scarlet Records                     |
| Mastercastle     | 2010             | Last Desire         | Lion Music                          |
| Mastercastle     | 2011             | Dangerous Diamonds  | Lion Music                          |
| Pier Gonella     | 2020             | Strategy            | Diamonds Prod                       |
| Necrodeath       | 2023             | Singin' In The Pain | Tike To Kill Rec                    |
| Mastercastle     | 2023             | Lighthouse Pathetic | Diamonds Prod                       |
| Pier Gonella     | 2023             | 667                 | Diamonds Prod                       |
| Mastercastle     | 2023             | Still in The Flesh  | Diamonds Prod                       |